# Żywiecki
Żywiecki là một huyện thuộc tỉnh Śląskie của Ba Lan. Huyện có diện tích 1040 km². Đến ngày 1 tháng 1 năm 2011, dân số của huyện là 151241 người và mật độ 145 người/km².